# Serge Wolikow
Serge Wolikow, né le 21 juillet 1945 à Paris, est un historien français.

## Biographie
Licencié en philosophie en 1966, agrégé d'histoire en 1968, il est professeur dans le secondaire de 1968 à 1991. Il enseigne ensuite l'histoire contemporaine à l'université de Bourgogne après l'obtention de son doctorat d’État.
À la fin des années 1970, il mène des recherches sur l’histoire politique du mouvement ouvrier, en se focalisant sur l’histoire de la pensée économique et sur l'histoire des organisations politiques (socialistes et communistes) et syndicales dans la période de l’entre-deux-guerres. Il a également participé à des projets de recherche sur l’histoire de la Résistance et la prosopographie des militants du mouvement ouvrier.
Il est l'un des experts français du Conseil international des archives, engagé dans un vaste programme de recherches sur les archives du XXe siècle (archives du communisme, des organisations politiques, du vin et du monde viticole et de la recherche en sciences humaines et sociales).
Il a dirigé la Maison des Sciences de l'Homme (MSH) de Dijon de 2002 à 2012  dont il a été l'un des initiateurs. Il a été également président du réseau national des MSH de 2005 à 2010 .
Il a été décoré de la Légion d’honneur le 7 décembre 2011 à la MSH de Dijon. Depuis  2012, il est le coordinateur scientifique du Consortium Archives des Mondes contemporains de la TGIR Huma-Num.

## Engagement politique et social
En 2012, il soutient Jean-Luc Mélenchon, candidat du Front de gauche à l'élection présidentielle.  Il préside le conseil scientifique de la Fondation Gabriel-Péri. Il a été également président du conseil scientifique de la Fondation pour la mémoire de la déportation. Il est élu à la présidence de la Fondation pour la mémoire de la déportation en novembre 2018.

## Publications
- codirection avec Annie Bleton-Ruget, Antifascisme et nation. Les gauches européennes au temps du front populaire, Éditions universitaires de Dijon, 1998, 272 p.
- « Où en est l'histoire du temps présent ? » - no 5 (hors série) de Territoires contemporains, Dijon, Eud, 1998. avec Philippe Poirrier, [présentation en ligne].
- Le Front populaire en France, Paris, Complexe, coll. « Questions au XXe siècle » (no 90), 1996, 320 p. (ISBN 2-87027-628-1).
- codirection avec Michel Dreyfus, Bruno Groppo, Claudio Ingerflom, Roland Lew, Claude Pennetier et Bernard Pudal, Le Siècle des communismes, Éditions de l'Atelier, 2000, rééd. Éditions du Seuil, 2004, 790 p.
- codirection avec Tania Régin, Les Syndicalismes en Europe, Éditions Syllepse, Paris, 2002.
- codirection avec Bernhard Bayerlein, Mikhaïl Narinski et Brigitte Studer, Moscou, Paris, Berlin, 1939-1941. Télégrammes chiffrés du Komintern, Éditions Tallandier, Paris, 2003.
- codirection avec Jean Vigreux, Cultures communistes au XXe siècle. Entre guerre et modernité, La Dispute, Paris, 2003, 320 p.
- codirection avec Antony Todorov et Tatyana Bouroudjeva, Territoires et identités, Imigix Ltd, Sofia, 2004, 280 p.
- codirection avec Christian Delporte, Claude Pennetier et Jean-François Sirinelli, « L'Humanité » de Jaurès à nos jours, Nouveau Monde, Paris, 2004, 420 p., [présentation en ligne].
- La Seconde Guerre mondiale à travers les archives du Val-de-Marne, Tome 1 : 1939-1942, Le Cherche Midi éditeur, Paris, 2004, 310 p.
- avec Jean Vigreux, Les Combats de la mémoire : La FNDIRP de 1945 à nos jours, Le Cherche Midi, 2006, 332 p., [présentation en ligne].
- Pierre Semard, sous la direction de Serge Wolikow ; avec les contributions de Pierre Vincent, Georges Ribeill, Vincent Chambarlhac [et al.], préface de Georges Séguy, Le Cherche Midi, 2007, 289 p.
- L'Internationale communiste (1919-1943). Le Komintern ou le rêve déchu du parti mondial de la Révolution, Les Éditions de l'Atelier, Ivry-sur-Seine, 2010, 288 p.
- Champagne ! Histoire inattendue., avec Claudine Wolikow, (beau-livre illustré), Les Éditions de l'Atelier, Ivry-sur-Seine, novembre 2012, 289 p.
- 1936 Le Monde du Front populaire - Le Cherche Midi , 2016.
- Le Parti rouge. Une histoire du PCF 1920-2020, avec Roger Martelli et Jean Vigreux, Armand Colin, 2020, [présentation en ligne].